# Придаточное предложение
Придаточное предложение — часть сложноподчинённого предложения зависимая от главного предложения. Пример: Петя убежал с урока, чтобы не пропустить концерт.
По аналогии со второстепенными членами предложения (определениями, дополнениями и обстоятельствами), выделяются четыре основных типа придаточных:
- определительные;
- изъяснительные;
- обстоятельственные (образа действия и степени, места, времени, условия, причины, цели, сравнения, уступки, следствия);
- присоединительные.

## Виды придаточных

### Придаточные определительные
Отвечают на вопросы определений (какой?, какая?, какие?, который?).
Другое название — придаточные местоименные.
Присоединяются с помощью союзных слов: какой, который, чей, что, где, когда, откуда и др., а также союзов: чтобы, как, и тому подобное, словно и др.
Редко с помощью частиц (ли и т. д.).

###### Примеры
Здесь основное предложение выделено в квадратные скобки, а придаточное — в круглые.
- [Прозвенел будильник]. Будильник какой? (Который подарила мне моя бабушка).
[Прозвенел будильник], (который подарила мне моя бабушка).
- [Дом сгорел дотла]. Дом какой? (Где я родился).
[Дом, ( где я родился), сгорел дотла].
- [А. С. Пушкину поставили не один памятник]. А. С. Пушкину какому? (Чей вклад в развитие русской литературы трудно переоценить).
[А. С. Пушкину, (чей вклад в развитие русской литературы трудно переоценить), поставили не один памятник].
- [В тот день жизнь моя изменилась]. В день какой? (Когда я понял всё).
[В тот день, (когда я понял всё), жизнь моя изменилась].

### Придаточные изъяснительные
Относятся к глаголу. Отвечают на вопросы косвенных падежей ( кому? чему? кого? чего? кем? чем? и т. д.). 

Присоединяются с помощью союзных слов: кто, что, который, чей, где, куда, откуда, как, зачем, почему, сколько, а также союзов: что, чтобы, будто, как, словно, как будто и др.

#### Примеры
Здесь основное предложение выделено в квадратные скобки, а придаточное — в круглые.
- [И в этой глухой тишине пришла мысль]. пришла мысль о чём? (что мое желание уже исполнилось).
[И в этой глухой тишине пришла мысль], (что мое желание уже исполнилось).

### Придаточные присоединительные
Относятся ко всей главной части.
Присоединяются с помощью союзных слов: что, куда, откуда, где, когда, как, почему 

Дополняют и поясняют содержание основной части. Нередко обладают значением следствия.

#### Примеры
- Он волновался, (почему же я не смог успешно сдать экзамен).
- Мой брат не открыл книгу за все это время, (что не давало мне покоя).

### Придаточные обстоятельственные
Имеют те же значения, отвечают на те же вопросы и делятся на те же виды, что и обстоятельства в простом предложении. Делятся на три основные группы:
- придаточные времени и места;
- придаточные причины, следствия, условия, уступки, цели;
- придаточные образа действия, меры, степени, сравнения.

1. Придаточные времени указывают на время, когда совершалось действие в главном предложении и отвечают на вопросы: когда? как долго? с каких пор? на сколько времени? до каких пор?
Придаточные времени прикрепляются к главному предложению союзами: когда, пока, прежде чем, как только, как, как вдруг, едва, в то время, с тех пор как, по мере того как, и др. В придаточных предложениях времени слово когда будет только союзом.
Пример
- [Я тебя отлично видела]. Видела до каких пор? (пока ты стоял позади толпы).
- [Я тебя отлично видела], (пока ты стоял позади толпы).

2. Придаточные места указывают на место, где совершается действие в главном предложении и отвечают на вопросы где? куда? откуда? Присоединяются с помощью союзных слов: где, куда, откуда.В главном предложении им обычно соответствуют указательные слова там, туда, откуда.

##### Примеры
Здесь основное предложение выделено в квадратные скобки, а придаточное — в круглые.
- [Там теперь везде потоки цветов]. Везде где? (где мчались весенние потоки).
[Там, (где мчались весенние потоки), теперь везде потоки цветов].
- [Никогда не следует возвращаться туда]. Не следует возвращаться куда? (где был несчастлив).
[Никогда не следует возвращаться туда], (где был несчастлив).

#### Придаточные причины, следствия, условия, уступки, цели
3. Придаточные причины указывают на причину того, о чём говорится в главном предложении и отвечают на вопросы почему? по какой причине? отчего? Присоединяются с помощью союзов потому что, оттого что, благодаря тому что, вследствие того что, так как, поскольку и др.

##### Примеры
Здесь главное предложение выделено в квадратные скобки, а придаточное — в круглые.
[Скоро начнется гроза]. Начнется почему? по какой причине? (потому что небо затянуто тёмными тучами).
[Скоро начнется гроза], (потому что небо затянуто тёмными тучами).
- [Ребята не заблудились в лесу]. Не заблудились почему? благодаря чему? (благодаря тому, что умели пользоваться компасом).

[Ребята не заблудились в лесу], (благодаря тому, что умели пользоваться компасом).
4. Придаточные следствия указывают на следствие, результат, итог, вытекающие из содержания всего главного предложения, отвечают на вопрос что произошло вследствие этого? что из этого следует? и присоединяются с помощью союза так что.
Здесь главное предложение выделено в квадратные скобки, а придаточное — в круглые.
- [Погода была холодная, ветреная]. Что из этого следует? (так что сугробы намело выше окон).
[Погода была холодная, ветреная], (так что сугробы намело выше окон)

5. Придаточные условия служат для выражения условия, при котором возможно то, о чём говорится во всем главном предложении, отвечают на вопрос при каком условии? и присоединяется с помощью союзов если, когда (в значении если), если бы, при условии если, ежели, раз, коли и др.

##### Пример
Здесь главное предложение выделено в квадратные скобки, а придаточное — в круглые.
- [Местное слово может обогатить язык]. При каком условии? (только если оно образно, благозвучно и понятно).

[Местное слово может обогатить язык], (только если оно образно, благозвучно и понятно).
6. Придаточные уступки сообщают об условиях, причинах, вопреки которым действие в главном предложении совершается, отвечают на вопросы несмотря на что? вопреки чему? и присоединяется с помощью союзов хотя (хоть), несмотря на то что, невзирая на то что, пусть, пускай, даром что.
[Мы пойдем гулять], несмотря на что? (даже несмотря на то что пошёл дождь).
7. Придаточные цели раскрывают цель того, о чём говорится в главном предложении, отвечают на вопросы для чего? с какой целью? зачем? и присоединяется с помощью союзов чтобы, для того чтобы, с тем чтобы, только бы, лишь бы.
Пример
- [Надо любить], зачем? с какой целью? (чтобы жить).

#### Придаточные образа действия, меры и степени, сравнения
8. Придаточные образа действия раскрывают образ, способ действия, о котором говорится в главном предложении и отвечают на вопросы как? каким образом? Придаточные меры и степени отвечают на вопросы как? насколько? до какой степени? сколько? Придаточные образа действия, меры, степени присоединяется к главному с помощью союзных слов как, насколько и союзов что, чтобы, как, будто, как будто, словно. В главном предложении обычно содержатся указательные слова: местоимения такой, таков; наречия настолько, столько, так.  Указательные слова образуют с союзами пары: так-что, до того-что, настолько-что.

##### Примеры
Здесь главное предложение выделено в квадратные скобки, а придаточное — в круглые.
- [Дядюшка пел так]. Пел как? каким образом? (как поёт простой народ).

[Дядюшка пел так], (как поёт простой народ).
9. Придаточные сравнения отвечают на вопрос как? иногда подобно чему? и относятся ко всему главному предложению. Присоединяется к главному с помощью союзов как, словно, будто, как будто, подобно тому как, чем-тем, как если бы и др.
- [Восторг его гас]. Гас как? (как гаснет свеча от сильного порыва ветра).

[Восторг его гас], (как гаснет свеча от сильного порыва ветра).